# Liên họ Thằn lằn bay chân chim
Liên họ Thằn lằn bay chân chim (danh pháp khoa học: Ornithocheiroidea) là một liên họ thằn lằn bay thuộc phân bộ Pterodactyloidea.

## Phân loại
Danh sách các họ và chi theo Unwin (2006)
- Siêu họ Ornithocheiroidea
  - Họ Istiodactylidae
    - Nurhachius
    - Istiodactylus
    - Liaoxipterus[1]

  - Họ Ornithocheiridae
    - Anhanguera
    - Arthurdactylus
    - Boreopterus
    - Brasileodactylus
    - Caulkicephalus
    - Coloborhynchus
    - Haopterus
    - Liaoningopterus
    - Liaoxipterus
    - Ludodactylus
    - Ornithocheirus

  - Họ Pteranodontidae
    - ?Bogolubovia
    - Nyctosaurus
    - Pteranodon: Chi Thằn lằn bay không răng
    - Ornithostoma

## Phát sinh loài
Biểu đồ cây phát sinh loài theo Unwin (2003).

|               | Ornithocheiridae                                                |
|               |                                                                 |
| Pteranodontia | \| \| Pteranodontidae \| \| \| \| \| \| Nyctosaurus \| \| \| \| |
|               | \| \| Pteranodontidae \| \| \| \| \| \| Nyctosaurus \| \| \| \| |
|               | Pteranodontidae                                                 |
|               |                                                                 |
|               | Nyctosaurus                                                     |
|               |                                                                 |

|  | Pteranodontidae |
|  |                 |
|  | Nyctosaurus     |
|  |                 |

|               | Ornithocheiridae                                                |
|               |                                                                 |
| Pteranodontia | \| \| Pteranodontidae \| \| \| \| \| \| Nyctosaurus \| \| \| \| |
|               | \| \| Pteranodontidae \| \| \| \| \| \| Nyctosaurus \| \| \| \| |
|               | Pteranodontidae                                                 |
|               |                                                                 |
|               | Nyctosaurus                                                     |
|               |                                                                 |

|  | Pteranodontidae |
|  |                 |
|  | Nyctosaurus     |
|  |                 |